# 再現性
再現性（さいげんせい、英: reproducibility）とは、同一の特性が同一の手法により発現するとき、その結果の一致の近さのことである。言い換えると、実験条件を同じにすれば，同じ現象や同じ実験が同一の結果を与える場合，再現性があるという。
例えば、同一の手法を測定条件の変化した状況に対して適用することで、結果が測定に由来する人工産物でなく、再現性があると確認できる。関連する概念は複製可能性 (replication) であり、サンプル・研究手順・データ分析手法に違いがあるとき、少なくとも類似しているが同一でない結果を、独立して達成する能力を意味する。再現性と複製可能性は共に「科学的手法」の主要な信念である。再現された測定値は、研究者によって提供された生データやコンピュータ・プログラムに基づいていてもよい。再現性の研究は、メタサイエンスにおいて、重要なテーマである。対立概念は、事象が再現しないことであり「一回性」「再現不可能性」などと呼ばれる。

## 概説
異なる実験から得られた値が、同様の再現性のある実験の説明と手順にしたがって得られたとき、「commensurate（相応する）」という。特定の実験的値は、異なる場所・異なる人物により複製された標本で測定された値または観測値に高い一致度がある場合、すなわち、実験値が高い精度を持つと判断できる場合に、「再現性がある」と言う。どちらも再現性の重要な特徴である。

## 例
再現性は、科学実験に限定すれば、「実験を繰り返したときに一貫した結果が得られる程度」とされる。
例えば（あくまで 「例えば」であるが）ある科学雑誌Nに、科学者Pによって発表された ある科学論文に「対象XをxグラムおよびYをyグラム用意して（Cという条件や手法を用いて）aという温度まで加熱するという実験を行ったら、Mという物質がmグラム生成した。」などと書かれていた場合に、（別の実験者Qが）XやYを同量用意し、Cやaを当該論文と全く同一になるようにして実験を行った場合に、Mという物質がmグラム生成する結果が得られたのは、何回中何回なのか（100回中96回なのか、100回中10回なのか、100回中0回（1回も再現しなかった）なのか）という程度を示す概念である。（また、Mという物質がmグラムでなく、nグラム生成し、論文とは何パーセント異なる量で生成したのか、何割程度異なる量でしか生成しなかった、というような程度も指しうる）